# ドイツ書籍賞
ドイツ書籍賞（ドイツしょせきしょう、独：Deutscher Buchpreis）は、2005年に開始されたドイツの文学賞。フランスのゴンクール賞、イギリスのブッカー賞などと並ぶ賞を目指すものとして、ドイツ書籍出版販売取引所組合によって2005年に設立された。ドイツ語で発表された長編小説（Roman）が対象である。毎年各出版社が自社の出版物から最大2作を応募、その中から約20作が最初の候補として8月に発表され（ロングリスト）、さらに6作程度が最終候補作として10月に発表される（ショートリスト）。受賞作の発表は10月中旬のフランクフルト・ブックフェア開催に先立つ月曜日に行なわれる。賞金は2万5000ユーロ。またショートリストに残ったものにもそれぞれ2500ユーロが与えられる。審査委員は2人の作家、4人のジャーナリスト、1人の書籍商によって構成され、書籍・メディア関係者からなるドイツ書籍賞アカデミーによって毎年そのつど選ばれている。
選考過程は各メディアによって数か月にわたり詳細に報じられ、受賞作をはじめ20作あまりの候補作も大きく出版部数を伸ばす。反面、賞の性格について、例えば賞の催しに参加しない著者は辞退と見なされるなど、様々な文学外の基準によって決められる「ベストセラーが欲しい書籍チェーン店のための賞」ではないかというような批判が多くの作家から起こっている。

## 受賞者および受賞作品
- 2005年：アルノ・ガイガー 『Es geht uns gut』
- 2006年：カタリーナ・ハッカー 『Die Habenichtse』
- 2007年：ユーリア・フランク 『Die Mittagsfrau』
- 2008年：ウーヴェ・テルカンプ  『Der Turm』
- 2009年：カトリーン・シュミット 『Du stirbst nicht』
- 2010年：メリンダ・ナジ・アボーニ 『Tauben fliegen』
- 2011年：Eugen Ruge 『In Zeiten des abnehmenden Lichts』
- 2012年：Ursula Krechel 『Landgericht』
- 2013年：Terézia Mora 『Das Ungeheuer』
- 2014年 : Lutz Seiler 『Kruso』
- 2015年 : Frank Witzel 『Die Erfindung der Roten Armee Fraktion durch einen manisch-depressiven Teenager im Sommer 1969』
- 2016年 : Bodo Kirchhoff 『Widerfahrnis』
- 2017年 : Robert Menasse 『Die Hauptstadt (The Capital)』
- 2018年 : Inger-Maria Mahlke 『Archipel』
- 2019年 : Saša Stanišić 『Herkunft』
- 2020年 : Anne Weber 『Annette, ein Heldinnenepos』
- 2021年 : Antje Rávik Strubel 『Blaue Frau』
- 2022年 : Kim de l’Horizon 『Blutbuch』
- 2023年 : Tonio Schachinger 『Echtzeitalter』